# The Other Side (Toto)
The Other Side è una canzone della rock band Toto, quarto ed ultimo singolo estratto dall'album Kingdom of Desire.

## Informazioni
Il brano fu scritto da David Paich, Roger Kaplan e Wiliam Sherwood il 23 agosto 1991. Non ebbe un buonissimo successo, ma fu molto apprezzata dai critici, il brano è una ballad un po' più velocizzata. Come ospiti in studio troviamo Jim Keltner e Chris Trujillo come percussioni aggiuntive, mentre come voci secondarie troviamo lo stesso William Sherwood, Philip Ingram, Arnold McCuller e Kevin Dorsey. Essendo una ballad, il brano ha un solito testo spianato al sentimentalismo. Del brano non fu però girato il videoclip.

## Tracce
1. The Other Side
2. Wings of Time

## Formazione
- Steve Lukather - chitarra elettrica e voce principale
- Wiliam Sherwood - voce secondaria
- Philip Ingram - voce secondaria
- Arnold McCuller - voce secondaria
- Kevin Dorsey - voce secondaria
- David Paich - tastiera e voce secondaria
- Steve Porcaro - tastiera
- Mike Porcaro - basso elettrico
- Jeff Porcaro - percussioni
- Jim Keltner - percussioni
- Chris Trujillo - percussioni